# Un si grand soleil
Un si grand soleil is een Franse televisieserie die sinds 2018 elke weekdag op France 2 in primetime wordt uitgezonden. Met gemiddeld 3,6 miljoen kijkers voor het zesde seizoen (2023) is het de populairste soap van Frankrijk.

## Inhoud
De televisieserie biedt een mix aan liefde, spanning en humor en kaart ook maatschappelijke thema's aan, zoals drugs op school of de adoptiewens van een lesbisch koppel. De verhaallijn begon rond de leden van twee typisch Franse families, de familie Estrela en de familie Bastide. De serie focust op een vijftigtal weerkerende personages en bevat complexe verhaallijnen in vergelijking met andere soapseries.

## Productie en uitzending
De eerste aflevering werd uitgezonden in augustus 2018. De binnenopnamen vinden plaats in de televisiestudio's van France Télévisions in Vendargues ten noordoosten van Montpellier. Daarbij wordt veel gebruik gemaakt van blue screens. De buitenopnamen vinden plaats in Montpellier. Elke aflevering telt 22,5 minuten en jaarlijks worden 260 afleveringen gedraaid.
De uitzending op France 2 begint elke weekdag om 20u45 na het televisiejournaal. De reeks wordt ook uitgezonden in België, Zwitserland, Canada, Senegal en Marokko.

## Prijzen
- 2019 - Festival de la Fiction TV de La Rochelle - Prix du Public voor beste Franse televisieserie
- 2020 - Festival de Luchon - Beste Franse televisieserie[2]

## Acteurs (selectie)
- Constantin Balsan (Yann)
- Fred Bianconi
- Manuel Blanc
- Clara Botte (Margot)
- Emma Colberti
- Aurore Delplace (Johanna)
- Fabrice Deville (Florent)
- Frédéric van den Driessche (Alain)
- Malik Elakehal El Miliani
- Tonya Kitzinger
- Chrystelle Labaude (Élisabeth)
- Folco Marchi
- Mélanie Maudran (Claire)
- Malya Roman (Élise)
- Catherine Wilkening